# Trine Michelsen
Katrine „Trine“ Michelsen (* 21. Januar 1966 in Gentofte; † 17. Januar 2009 in Kopenhagen) war eine dänische Schauspielerin und Model.

## Leben und Wirken
Trine Michelsen wuchs als Tochter des Journalisten und Filmkritikers Ole Michelsen (4. April 1940–5. März 2020) und des Models Nina Varberg (26. September 1946–1970) in Gentofte auf. Als sie vier Jahre alt war, kam ihre Mutter während eines Urlaubsaufenthalt in Paris bei einem Verkehrsunfall ums Leben. Ihr Vater heiratete einige Jahre später erneut.
Die 1,78 m großgewachsene Michelsen war nach ihrem Schulabschluss im Jahr 1983 mehrere Jahre lang als Model tätig. Im Jahr 1984 nahm sie als Kandidatin an der Miss-Dänemark-Wahl teil, wo sie hinter der Gewinnerin Katrina Clausen den zweiten Platz erreichte. Michelsen wirkte daraufhin in mehreren Werbespots mit, war in zahlreichen Katalogen und Männermagazinen sowie auch nackt als Pin-up-Girl abgebildet. Während dieser Zeit lebte sie auch in Italien und in Frankreich. Ende der 1980er-Jahre kehrte sie wieder nach Dänemark zurück und wohnte fortan in Kopenhagen.
Trine Michelsen, die nie eine professionelle Schauspielausbildung absolvierte, wirkte ab Mitte der 1980er-Jahre bis Anfang der 2000er-Jahre in einigen Spielfilmen mit, darunter auch in Erotikfilmen, in einem Horrorfilm an der Seite von Donald Pleasence und später zweimal in Spielfilmproduktionen unter der Regie von Lars von Trier. Sie war dabei allerdings hauptsächlich in Nebenrollen besetzt.
Michelsen, die zeitlebens unverheiratet und kinderlos war, erkrankte im Frühjahr 2005 an einer sehr aggressiven Form von Knochenkrebs. Trotz mehrerer Operationen und Chemotherapien war sie nicht wieder genesen und wurde später nur noch palliativmedizinisch behandelt. Im Jahr 2008 erkrankte sie zusätzlich noch an Lymphdrüsenkrebs. Michelsen starb am 17. Januar 2009 im Alter von 42 Jahren an den Folgen ihrer Krebserkrankung in einem Hospiz, wo sie die letzten Wochen ihres Lebens verbracht hatte. Ihre Grabstätte befindet sich auf dem Gentofte-Kirkegard.

## Filmografie
- 1984: En verden der blegner
- 1986: La bonne
- 1987: Tentazione – Die Geschichte der A.
- 1987: Das unheimliche Auge
- 1987: Specters – Mächte des Bösen
- 1987: Wilde Fantasien
- 1988: Das Mädchen auf der Schaukel
- 1994: Eva
- 1998: De ydmygede
- 1998: Idioten
- 1999: Antenneforeningen
- 2000: Edderkoppen (Fernsehserie)
- 2001: Unit One – Die Spezialisten (Fernsehserie)
- 2002: Skjulte spor (Fernsehserie)